# Alexandre Guilmant

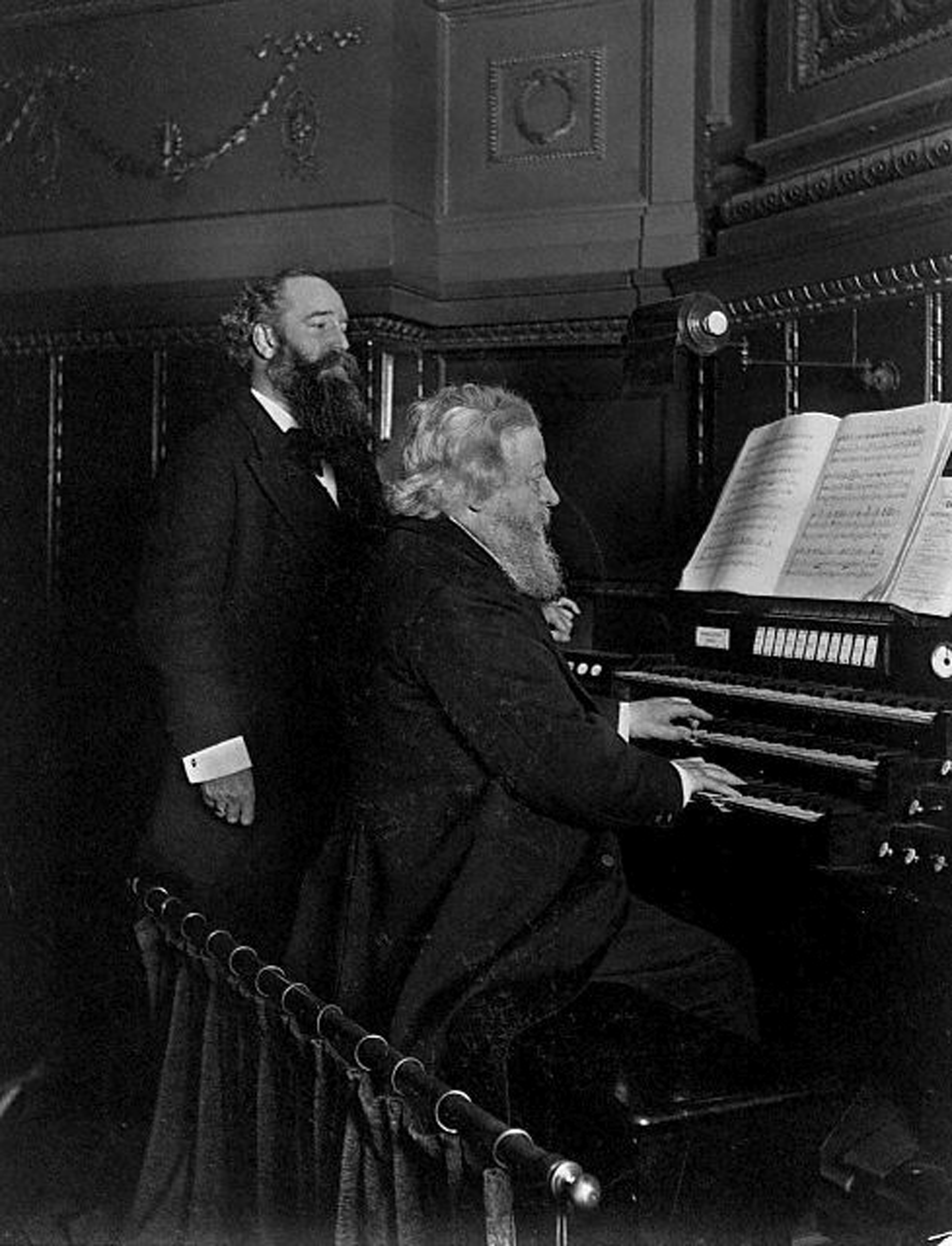
Fotografie cu Guilmant la Steinway Hall în 1898 (lângă el, Clarence Eddy.)

Félix Alexandre Guilmant (n. 12 martie 1837, Boulogne-sur-Mer, Nord-Pas-de-Calais, Franța – d. 29 martie 1911, Meudon, Seine-et-Oise, Franța), a fost un organist, improvizator, compozitor și profesor francez.

## Biografie
Félix-Alexandre Guilmant provine dintr-o familie picardă de muzicieni și constructori de orgi. Tatăl său, Jean-Baptiste Guilmant (1794-1890), era organist și maestru de capelă la biserica Saint-Nicolas. De la vârsta de 12 ani, Guilmant îl înlocuia pe tatăl său la orgă și a devenit organist titular la 16 ani.
Inițial elev al tatălui său, Félix-Alexandre Guilmant a luat lecții de armonie de la Gustave Carulli în Boulogne. În 1860, și-a perfecționat studiile la Bruxelles cu Jacques-Nicolas Lemmens, care fusese în Silezia pentru a învăța tradiția lui Bach. Guilmant a devenit organist și profesor la conservatorul din orașul său natal.
Pe 19 septembrie 1865, Félix-Alexandre Guilmant s-a căsătorit la Paris cu Louise Blériot, cu care a avut patru copii: Félix, Cécile (care a devenit organistă), Pauline și Marie-Louise (care s-a căsătorit în 1895 cu egiptologul Victor Loret, fiul organistului Clément Loret). Aristide Cavaillé-Coll, renumitul constructor de orgi, a fost unul dintre martorii mirelui.
În 1871, Félix-Alexandre Guilmant i-a succedat lui Alexis Chauvet la orga bisericii Sainte-Trinité din Paris, post pe care l-a ocupat timp de treizeci de ani. În 1878, a cântat la orga de la Trocadéro, construită pentru Expoziția Universală, unde a susținut în mod regulat concerte menite să facă cunoscut și redescoperit de marele public repertoriul multisecular al orgii.
Cariera sa de concertist și improvizator virtuoz l-a dus să susțină spectacole în întreaga Europă, dar și în America și Canada.
În 1894, Félix-Alexandre Guilmant a fondat Schola Cantorum împreună cu Louis-Lazare Perruchot, Charles Bordes și Vincent d'Indy. În 1896, i-a succedat lui Charles-Marie Widor la clasa de orgă a Conservatorului din Paris.
Împreună cu André Pirro, a publicat între 1897 și 1910 o colecție de partituri, cele zece volume ale "Archives des Maîtres de l’Orgue", care adună compozițiile multor autori clasici francezi. A procedat în același mod pentru maeștrii străini cu "L’École classique de l’Orgue" (25 de volume publicate între 1898 și 1903).
În 1902, Félix-Alexandre Guilmant a părăsit postul de organist la biserica La Trinité, deoarece preotul, fără acordul său, a solicitat intervenția casei Merklin asupra Marii Orgi Cavaillé-Coll în timpul absenței sale pentru un turneu de recitaluri în Statele Unite, lucrări pe care el a refuzat să le recepționeze. La recomandarea lui Louis Vierne, a fost numit organist onorific al catedralei Notre-Dame din Paris.
Alexandre Guilmant a murit la Meudon, unde se retrăsese, pe 29 martie 1911, din cauza unei gripe tratate necorespunzător. Este înmormântat în cimitirul Montparnasse (diviziunea 20).

## Opera
Paralel cu cariera sa de organist, Alexandre Guilmant s-a dedicat compoziției, lăsând posterității o operă liturgică și de concert considerabilă, în special pentru instrumentul său.
Pentru orgă, se pot menționa colecțiile sale „Pièces dans différents styles” (18 colecții în total), „Noëls op. 60”, „Soixante interludes dans la tonalité grégorienne”, cele 12 caiete din „L’Organiste pratique”, cele 10 caiete din „L’Organiste liturgiste” și altele. Cele 8 Sonate pentru orgă, deși numite astfel de autor în tradiția germană, urmează de fapt o formă și o structură mai degrabă simfonică. În același domeniu al orgii simfonice, îi datorăm lucrări precum „Légende et Final symphonique en ré mineur” (opus 71, 1888), „Morceau symphonique en la mineur” (opus 75, 1892) sau cele două Simfonii pentru orgă și orchestră (transcripții ale Sonatelor opus 42 și 91).
Pe lângă muzica pentru orgă, Alexandre Guilmant a compus muzică de cameră, muzică vocală, o simfonie cantată („Ariane”) și o scenă lirică („Bethsabée”).
De asemenea, a realizat numeroase transcripții pentru orgă, inclusiv din lucrări de Bach și Saint-Saëns (printre care „Carnavalul animalelor”).
Printre elevii săi se numără Joseph Bonnet, Nadia Boulanger, Marcel Dupré, Émile Poillot și organistul american William Carl.

## Rolul în revigorarea muzicii pentru orgă la sfârșitul secolului al XIX-lea
Alexandre Guilmant reprezintă o figură la fel de importantă ca César Franck în renașterea școlii franceze de orgă, atât prin activitatea sa de muzicolog (cu "Archives des Maîtres de l’orgue"), cât și prin munca sa de pedagog și compozitor.

Influența lui Guilmant se exercită și astăzi, nu doar în Franța, ci mai ales în Anglia și în America, datorită numeroșilor săi studenți vorbitori de limbă engleză. În parte datorită lui, J. S. Bach este considerat compozitorul fundamental pentru școlarizarea organistică.

## Premii
Cavaler al Legiunii de Onoare (decret din 31 decembrie 1892)